# Pitta reichenowi
Pitta reichenowi е вид птица от семейство Pittidae.

## Разпространение
Видът е разпространен в Габон, Камерун, Демократична република Конго, Република Конго, Уганда и Централноафриканската република.